# Erik Wilhelm Strandberg
Erik Wilhelm Strandberg, född 3 november 1759 på prästgården i Lännäs, död 30 januari 1826, var ett svenskt regeringsråd och lagman.
Han var lagman i Närkes lagsaga 1801 och sedan till 1825 i Västmanlands och Dalarnas lagsaga.